# Cobla La Principal del Llobregat
Cobla La Principal de Llobregat és una cobla fundada el 1929 a la ciutat de Cornellà de Llobregat, raó per la qual celebrà el seu 75è aniversari el 2004 i va rebre per això la Creu de Sant Jordi.

## Components
Va ser fundada amb músics de l'Orquestra Artística Llobregatana de Cornellà que dirigia Dídac Vilà, pare d'en Jaume Vilà i Mèlich (Javimel), que va ser qui va consolidar-la i que amb la continuïtat del seu fill, en Josep Vilà, va aconseguir crear una cobla d'un alt nivell musical, que avui en dia gaudeix d'un reconegut prestigi, avalat per més de 75 anys d'història.
Musicalment, ha treballat sota la batuta de directors de la talla d'Antoni Ros-Marbà, Salvador Brotons, Alfred Cañamero, Jordi León, Joan Lluís Moraleda i Daniel Antolí. També cal destacar el treball conjunt amb formacions corals, instrumentals i rítmiques, i també amb altres cobles, aconseguint realment un maridatge musical molt compenetrat.
D'aquestes col·laboracions, cal destacar les que s'han fet amb el Cor Lieder Càmera, l'orfeó Català, la cobla Sant Jordi-Ciutat de Barcelona, el pianista Manel Camp acompanyat per un quartet de corda, i el grup Tactequeté amb Jorge Serraute al capdavant, sense oblidar la part musical dels espectacles de dansa protagonitzats per l'esbart Dansaire de Rubí, el Grup Mediterrània de Sant Cugat, l'esbart Sant Martí de Barcelona, i l'esbart Santa Tecla de Tarragona, entre d'altres.
Alguns dels músics més carismàtics, tant per la seva personalitat, com per la seva capacitat interpretativa i virtuosística, han format o formen part d'aquesta cobla, la qual cosa permet afrontar gran varietat de repertori amb garanties d'èxit. Tanmateix cal remarcar que a més de gaudir de bons solistes, la cobla Principal del Llobregat es caracteritza per un molt bon conjunt, fruit d'una plantilla de músics estable que fa possible un resultat musical amb un so equilibrat, compactat i matisat.

## Història
En el nivell musical, ha estat de les primeres formacions exponents de la música per a cobla, agafant el relleu de la cobla Barcelona, tant a dins com a fora del país. Ha actuat a Berlín, Dortmund, Nova York, Colònia, Bèlgica, Holanda, Múnic (en els darrers jocs florals a l'exili), a Lausanne (com a promoció de la ciutat de Barcelona per als Jocs Olímpics), País de Gal·les, Concert inaugural del Festival Internacional de Música de Llangollen (Regne Unit), Jornades Catalanes a Tunísia (1991) en representació de la Generalitat de Catalunya, Festival de Radio France a Montpeller (1996), Festival Mittle-Europe a Selb (Alemanya), a As (República Txeca) i a Buenos Aires (Argentina) entre les més destacades.
A Catalunya participa en els Cicles Cobla Cor i Dansa, Tardes al Palau i Cicle Simfònic del Palau de la Música Catalana, Premis Joaquim Serra en diverses ocasions, ha actuat al Gran Teatre del Liceu de Barcelona i al Festival de Peralada, a la cerimònia d'obertura del Festival Europa Cantat de Barcelona el 2003 i a la Universitat Catalana d'Estiu de Prada de Conflent el mateix any.